# Pedro II, Duque da Bretanha
Pedro II, cognominado "o Simples" (em bretão: Pêr II, em francês: Pierre II; 4 de julho de 1418 – Nantes, 22 de setembro de 1457), foi Duque da Bretanha de 19 de julho de 1450 à data de sua morte, e conde de Guingamp.

## Primeiros anos de vida
Pedro II (em bretão: Pêr II) nasceu a 4 de julho de 1418, filho legítimo do duque João V e de sua esposa Joana da França. Foi nomeado conde de Guingamp por seu pai. Com a morte de seu pai em 1442, seu irmão mais velho, Francisco, herda o ducado da Bretanha.  Durante os anos finais da Guerra dos Cem Anos, Pedro, juntamente com o seu irmão Francisco e o seu tio, Artur, Condestável de Richmont (futuro duque Artur III da Bretanha), tomou várias cidades na fronteira, e não só, entre a Bretanha e a Normandia, como Coutances, Saint-Lô e Fougères.

## Duque da Bretanha
Com a morte de seu irmão Francisco, apesar deste ter duas filhas legítimas, o título de duque da Bretanha passou para si, visto desde o Tratado de Guérande, que pôs fim à Guerra da Sucessão Bretã, o título de duque ser exclusivamente passado por linhagem agnática. O mesmo Francisco, antes de falecer, de modo a impedir qualquer disputa sucessória, designava como seu sucessor, por documento de 16 de julho de 1450, o seu irmão Pedro.
A 19 de julho de 1450, é coroado como duque da Bretanha Pedro II (em bretão: Pêr II a Vreizh). Nesse mesmo ano, a 3 de novembro de 1450, em Montbazon, perto de Tours presta vassalagem ao rei da França, Carlos VII.
Sob a pressão de seu tio, Artur, durante o seu ducado, Pedro II processa os assassinos de seu irmão, Gilles, senhor de Chantocé. O carrasco responsável pela sua execução, Olivier de Méel foi julgado pelos Estados da Bretanha, reunidos em Vannes em 24 de maio de 1451 e é decapitado a 8 de junho do mesmo ano. Seus cúmplices foram torturados pelo senescal da cidade. Quanto ao mandante do assassinato, Artur de Montauban, ele conseguiu escapar e se esconder no convento da Ordem Celestina em Paris , onde permaneceu até o reinado de Luís  XI.
Foi durante o reinado de Pedro  II que se formalizou a instituição das "Nove Antigas Baronias da Bretanha", destinadas a serem a contrapartida aos nove bispados da Bretanha. Durante os Estados de 1451, três novas baronias foram criadas em favor de:
- João de Derval a 19 de maio;
- João  IV Raguenel, Barão de Malestroit em 22 de maio;
- Tristão de Perrier, Barão de Quintin, a 23 de maio;

Estas criações completam as quatro baronias controladas pela casa de Laval (Vitré, Châteaubriant, Retz e la Roche-Bernard), bem como as de Ancenis, detidas pelo senhor de Rieux e as de Léon pela casa de Rohan.
Em 1453, o duque Pierre  II enviou um contingente de 1500 cavaleiros para ducado da Aquitânia sob o comando nominal de seu primo François, conde de Étampes , e a liderança efetiva dos senhores de Montauban e Hunaudaie, que participaram da Batalha de Castillon e da expulsão definitiva dos ingleses da França. O duque teve então que arbitrar o conflito de precedência entre Perrine du Feu, abadessa de Saint-Georges de Rennes, e o abade de Saint-Melaine, apoiado pelo bispo de Rennes. Apesar de uma bula do Papa Nicolau  V de 7 de novembro de 1453 condenando as pretensões da abadessa, Pedro  II teve que intervir por ordem durante a entronização do novo bispo de Rennes Jacques d'Espinay, a 10 de abril 1454 e forçar a abadessa recalcitrante.

## Preparação da sua sucessão
Em 1455, tornou-se evidente que Pedro II e sua esposa, a Beata Francisca d'Ambósia, não poderiam ter descendentes. Devido aos problemas de saúde de Pedro  II, surgiu a questão de sua sucessão, já que seu tio e sucessor designado, o Condestável Arthur de Richemont, de 62 anos , não tinha filhos – exceto uma filha legítima que não podia reivindicar sua sucessão – após três casamentos.
Para evitar possíveis disputas futuras, o duque decidiu casar sua sobrinha, Margarida da Bretanha , filha mais velha de seu irmão mais velho, Francisco I, com seu primo, Francisco da Bretanha , Conde de Étampes, e segundo na linha de sucessão agnática. Para selar essa união, o duque convocou os Estados da Bretanha em Vannes , que se reuniam lá pela quinta-feira, 13 de novembro de 1455, no cenáculo do Cohue. Os principais senhores bretões reuniram-se ali, assim como os bispos, abades e representantes das cidades. Todos aprovaram a união matrimonial desejada por Pedro II. O casamento deu-se a 16 de novembro de 1455, por uma missa solene na catedral de Saint-Pierre, em Vannes, presidida pelo bispo de Nantes, Guilherme de Malestroit.

## Últimos anos
O ano de 1455 também foi marcado pela visita de Pedro II à corte do Rei da França. Pedro II respondeu a um convite de Carlos VII e deixou Redon em meados de 1455. A julho de 1455 foi recebido em Mehun-sur-Yèvre com amizade e magnificência antes de chegar a Tours. Regressou a Redon a 20 de setembro de 1455.Este mesmo ano também viu a realização de um grande projeto de Pedro  II , a canonização de Vicente Ferrer , para o qual uma investigação canônica havia sido iniciada pelo Papa Nicolau  V. A 18 de outubro de 1451. Foi finalmente Calisto III, o sucessor do pontífice, também de Valência, quem dirigiu a bula solene de 14 de julho de 1455 que notifica a canonização do pregador. As primeiras cerimónias em sua homenagem ocorreram na Bretanha a 4 de abril de 1456 em frente ao túmulo do novo santo em Vannes na presença do Cardeal Alano  IV de Coëtivy, Bispo de Dol. Este mesmo Cardeal de Coëtivy obteve em 1455 uma bula de Calisto III confirmando a criação de uma igreja nacional dos bretões em Roma: a Igreja de Saint-Yves-des-Bretons.
O reinado relativamente curto deste duque não deixou grandes impactos na história do ducado nem da Bretanha. Seus contemporâneos descreveram Pedro  II como "o Simples", bem aconselhado por sua esposa, mas inadequado para o cargo ducal, pesado de mente e corpo, sujeito a oscilações de humor e tímido. Após sua morte, seu tio Arthur de Richemont, de sessenta anos, o sucedeu sob o nome de Arthur III.
Pedro II mandou construir para si, durante a sua vida, quando ainda era apenas Conde de Guingamp, um túmulo esculpido na igreja colegiada de Notre-Dame de Nantes, que desapareceu durante a Revolução, e no seu testamento de 5 de setembro de 1457 ele confirma seu desejo de ser enterrado ali. Em 1803, na época da demolição desta igreja, o engenheiro Pierre Fournier observou que, ao abrir seu túmulo, ele e seus trabalhadores descobriram apenas um manequim dentro. Pedro II morreu a 22 de setembro de 1457. No entanto, é também possível que o manuquim tenha sido colocado propositadamente pelo próprio Pedro, de forma a fugir de seus encargos ducais.